# Myron Fohr
Myron Fohr (Milwaukee, Wisconsin, 17 juni 1912 – Milwaukee, Wisconsin, 14 januari 1994) was een Amerikaans Formule 1-coureur. Hij reed 1 race; de Indianapolis 500 van 1950.